# Partit d'Alliberament Assiri
Partit d'Alliberament Assiri (Assyrian Liberation Party ALP), és una organització política assíria que actua principalment a l'Iraq, fundat el 15 de juny de 1995. Al segon congrés del partit el novembre de 2001 es va establir com a finalitat la fundació d'un estat independent assiri.